# Terianus Satto
Terianus Satto (nascut el 9 de gener de 1962) és un militar independentista de Papua Occidental, cap de l'Estat Major de l'Exèrcit d'Alliberament Nacional de Papua Occidental (EANPO, TPNPB).

## Trajectòria
Des de 1980 va lluitar per la independència de la regió de Papua Occidental a Indonèsia, juntament amb Bernard Mawen, al llarg de quatre anys i mig. Satto també va lluitar al costat de Mathias Wenda, que ho va fer com a agent d'intel·ligència durant 25 anys fins al 2000. Posteriorment, es va incorporar Richard Yoweni entre els 2000 i 2010. Va ser elegit comandant del batalló Moi i, poc després, nomenat comandant adjunt Wanum Tabi, reforçant així la unitat de l'exèrcit a Papua el 2012.
Satto va persistir en la lluita durant dècades i sempre va defensar com a realitat possible la unitat dels comandament militars independentistes de Papua. Finalment, el somni es va complir l'any 2012 a la cimera de l'EANPO i es va convertir en un dels seus líders. En origen, l'exèrcit d'alliberament nacional es va establir el 1973 a Viktoria, després de la proclamació de la independència de Papua l'1 de juliol de 1971.

### Cap de l'Estat Major de l'EANPO
Satto va ser nomenat cap de l'estat major (Kasum) mitjançant la reforma de l'EANPO, implementada a la cimera del Moviment Papua Lliure (OPM) celebrada a Biak de l'1 al 5 de maig de 2012. Mitjançant eleccions va ser escollit cap de l'estat major de l'EANPO amb el rang de general de divisió. En el mateix acte, Goliath Tabuni va ser escollit comandant suprem de l'EANPO amb el rang de general i Gabriel Melkisedek Awom com a comandant en cap adjunt amb el rang de tinent general. Després de la reunió nacional de treball de l'EANPO, l'inici del seu càrrec es va celebrar a Puncak Jaya, seu de Tingginambut. Després de la cimera del TPN-OPM, la reunió nacional de treball de l'EANPO i la inauguració del càrrec, l'exèrcit d'alliberament va estrenar lloc web oficial. Des de la seva publicació, el lloc web ha canviat dues vegades el nom del domini a causa del bloqueig del govern d'Indonèsia.